# Hysterangium inflatum
Hysterangium inflatum är en svampart som beskrevs av Rodway 1918. Hysterangium inflatum ingår i släktet Hysterangium och familjen Hysterangiaceae.   Inga underarter finns listade i Catalogue of Life.